# Episodi di Ragazze elettriche
La prima e unica stagione della serie televisiva Ragazze elettriche (The Power), composta da nove episodi, è stata pubblicata sulla piattaforma streaming on demand Prime Video dal 31 marzo al 12 maggio 2023, in tutti i Paesi in cui è disponibile.
| nº | Titolo originale                 | Titolo italiano            | Pubblicazione  |
| -- | -------------------------------- | -------------------------- | -------------- |
| 1  | A Better Future Is in Your Hands | Il futuro è nelle tue mani | 31 marzo 2023  |
| 2  | The World Is on Fucking Fire     | Il mondo è in fiamme       | 31 marzo 2023  |
| 3  | A New Organ                      | Un nuovo organo            | 31 marzo 2023  |
| 4  | The Day of the Girls             | La giornata delle ragazze  | 7 aprile 2023  |
| 5  | Scarlet Minnow                   | Pesciolino scarlatto       | 14 aprile 2023 |
| 6  | Sparklefingers                   | Dita-scintillanti          | 21 aprile 2023 |
| 7  | Baptism                          | Battesimo                  | 28 aprile 2023 |
| 8  | Just a Girl                      | Solo una ragazza           | 5 maggio 2023  |
| 9  | The Shape of Power               | La forma del potere        | 12 maggio 2023 |

## Il futuro è nelle tue mani
- Titolo originale: A Better Future Is in Your Hands
- Diretto da: Logan Kibens
- Scritto da: Naomi Alderman

### Trama
- Guest star: Anissa Matlock (Cat Cole), Elise Robertson (sig.ra Montgomery), Sinead Matthews (Christina), Chris Mulkey (sig. Montgomery), Ana Ularu (Zoia Donici).

## Il mondo è in fiamme
- Titolo originale: The World Is on Fucking Fire
- Diretto da: Ugla Hauksdóttir e Lisa Gunning
- Scritto da: Claire Wilson e Sarah Quintrell

### Trama
- Special guest star: Josh Charles (Daniel Dandon).
- Guest star: Alexandru Bindea (Viktor Moskalev), Anissa Matlock (Cat Cole), Elise Robertson (sig.ra Montgomery), Chris Mulkey (sig. Montgomery).

## Un nuovo organo
- Titolo originale: A New Organ
- Diretto da: Ugla Hauksdóttir
- Scritto da: Raelle Tucker e Sue Chung (soggetto)

### Trama
- Special guest star: Josh Charles (Daniel Dandon).
- Guest star: Emily Kuroda (Sorella Veronica), Alli Boyer-Ybarra (Luanne), Zoe Bullock (Gordy), Anissa Matlock (Cat Cole), Cyril Nri (Eniola Ojo), Emily Renée (Savannah).

## La giornata delle ragazze
- Titolo originale: The Day of the Girls
- Diretto da: Shannon Murphy e Lisa Gunning
- Scritto da: Sarah Quintrell

### Trama
- Guest star: Emily Kuroda (Sorella Veronica), Emily Renée (Savannah), Amina Ben Ismaïl (Nourah), Alli Boyer-Ybarra (Luanne), Sam Buchanan (Terry Monke), Zoe Bullock (Gordy).

## Pesciolino scarlatto
- Titolo originale: Scarlet Minnow
- Diretto da: Ugla Hauksdóttir e Lisa Gunning
- Scritto da: Sarah Quintrell

### Trama
- Special guest star: Josh Charles (Daniel Dandon).
- Guest star: Alexandru Bindea (Viktor Moskalev), Risteard Cooper (Declan Blease), Ana Ularu (Zoia Donici).

## Dita-scintillanti
- Titolo originale: Sparklefingers
- Diretto da: Ugla Hauksdóttir
- Scritto da: Stacy Osei-Kuffour, Raelle Tucker e Brennan Peters (soggetto)

### Trama
- Special guest star: Josh Charles (Daniel Dandon).
- Guest star: Risteard Cooper (Declan Blease).

## Battesimo
- Titolo originale: Baptism
- Diretto da: Shannon Murphy
- Scritto da: Claire Wilson e Sarah Quintrell

### Trama
- Guest star: Emily Kuroda (Sorella Veronica), Alexandru Bindea (Viktor Moskalev), Alli Boyer-Ybarra (Luanne), Zoe Bullock (Gordy), Risteard Cooper (Declan Blease), Phil Daniels (Primrose), Zaris Angel Hator (Sima), Emily Renée (Savannah), Ana Ularu (Zoia Donici).

## Solo una ragazza
- Titolo originale: Just a Girl
- Diretto da: Logan Kibens e Neasa Hardiman
- Scritto da: Claire Wilson

### Trama
- Special guest star: Josh Charles (Daniel Dandon).
- Guest star: Emily Kuroda (Sorella Veronica), Alli Boyer-Ybarra (Luanne), Zoe Bullock (Gordy), Risteard Cooper (Declan Blease), Zaris Angel Hator (Sima), Lex Mayson (Jean), Emily Renée (Savannah).

## La forma del potere
- Titolo originale: The Shape of Power
- Diretto da: Logan Kibens e Neasa Hardiman
- Scritto da: Claire Wilson, Naomi Alderman e Brennan Peters

### Trama
- Special guest star: Josh Charles (Daniel Dandon).
- Guest star: Emily Kuroda (Sorella Veronica), Alli Boyer-Ybarra (Luanne), Risteard Cooper (Declan Blease), Zaris Angel Hator (Sima), Lex Mayson (Jean), Emily Renée (Savannah), Ana Ularu (Zoia Donici), Christian Vincent (Caleb Ezra).